# 郭家湾乡
郭家湾乡，是中华人民共和国河北省承德市围场满族蒙古族自治县下辖的一个乡。

## 行政区划
郭家湾乡下辖以下地区：
郭家湾村、梨树甸村、旺水泉村、榆树林村、车家营村、羊草沟村和松树沟村。